# يوشيو كوغيما
يوشيو كوغيما (باليابانية: 小島義雄؛ بالكانا: こじま よしお) هو منافس ألعاب قوى ياباني، ولد في 7 أغسطس 1931، وتوفي في 3 مارس 1993.

## وصلات خارجية
- يوشيو كوغيما على موقع أوليمبيديا (الإنجليزية)